# DS 7
Le DS 7 (anciennement DS 7 Crossback) est un SUV premium du constructeur automobile français DS Automobiles produit depuis 2017.
Il est le second SUV de la marque (après la DS 6 vendue en Chine).
La DS 7 Crossback inaugure de nombreuses technologies du Groupe PSA (maintenant devenu Stellantis) et est le premier modèle mondial de DS à n'avoir jamais porté le logo Citroën.

## Historique

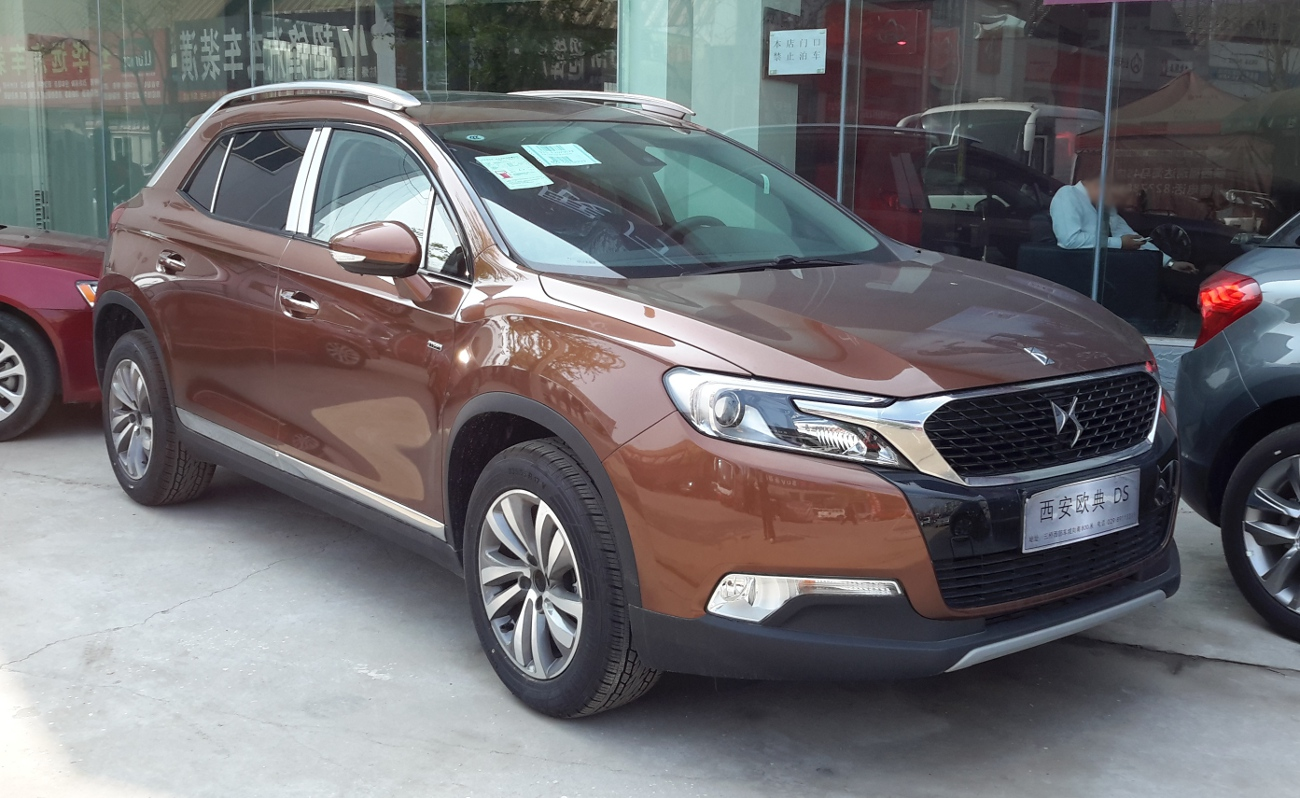
Le DS 6, produit et vendu en Chine, précède le DS 7 Crossback.

Depuis la DS 5 en 2011, DS Automobiles n'a plus lancé de nouveaux modèles en Europe et ses ventes chutent. En plus de redresser les ventes, la DS 7 Crossback a donc la charge d'inaugurer un nouveau positionnement pour DS, plus axé sur le confort, sur la qualité de l'assemblage et des matériaux et sur les technologies (aides à la conduite, conduite semi-autonome), afin de se rapprocher du trio de tête des constructeurs automobiles premium, composé d'Audi, de BMW et de Mercedes-Benz.
D'un gabarit proche du premier SUV de la marque, le DS 6, produit et principalement vendu en Chine, le DS 7 Crossback se pose en successeur de cette dernière, avec cette fois-ci une vocation mondiale
. Avec à peine moins de 4,60 m de longueur, elle a pour concurrents les Audi Q5, BMW X3, Mercedes GLC, Alfa Romeo Stelvio, et Land Rover Discovery Sport.
Le DS 7 Crossback est produite à l'usine PSA de Mulhouse. Les versions destinées à la Chine sont produites localement à Shenzen où le modèle s'appelle depuis toujours DS 7, sans l'acronyme Crossback.

## Présentation

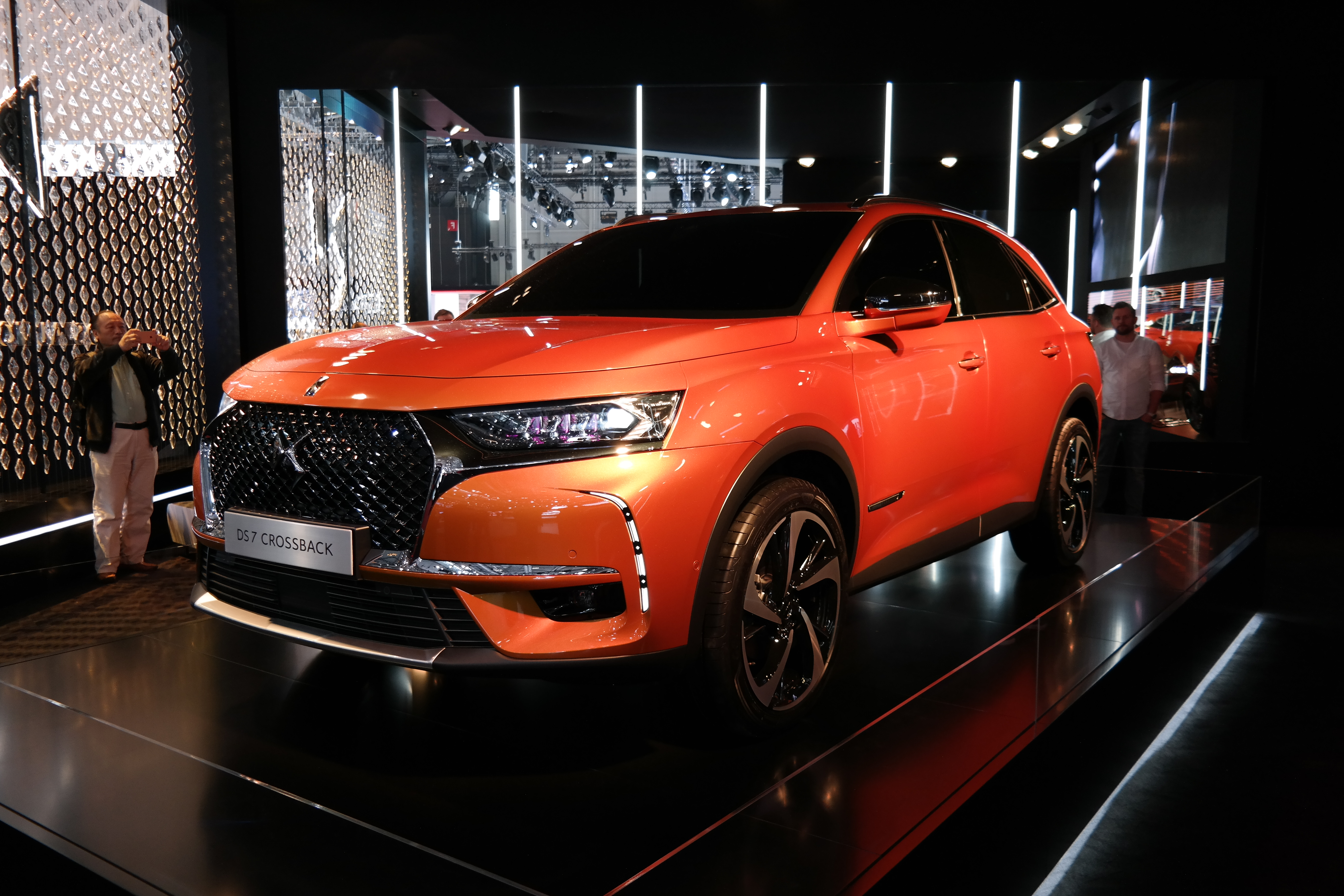
Le DS 7 Crossback au Salon de Genève 2017 (phase 1)

### Phase 1
Avant la révélation officielle de la 7 Crossback, DS Automobiles avait déjà annoncé ce modèle, notamment par l'intermédiaire de son directeur général Yves Bonnefont via un teasing sur Twitter.
Le SUV est dévoilé officiellement à la presse le 28 février 2017, avant d'être montré au public au salon de Genève 2017. Les commandes sont ouvertes dès le 7 mars 2017 pour la série limitée « La Première ». Le 10 septembre 2017, trois modèles de pré-série du DS 7 Crossback sont exposés au village des constructeurs du Chantilly Arts & Elegance Richard Mille 2017. Les premières livraisons sont effectuées en janvier 2018.
Le DS 7 Crossback est, proportionnellement, la voiture la plus volée en France en 2020.

### Phase 2
En avril 2022, DS Automobiles lance la version restylée du DS7 Crossback et a été présentée le 27 juin 2022. Elle se rapproche de la récente DS 4 II et perd à cette occasion son appellation Crossback, qui devient DS7, qui était déjà son nom en Chine .
Le DS7 restylé est disponible à la commande en France à partir du 11 juillet 2022 et à un prix de départ de 44 700 €, pour des livraisons en septembre de la même année.

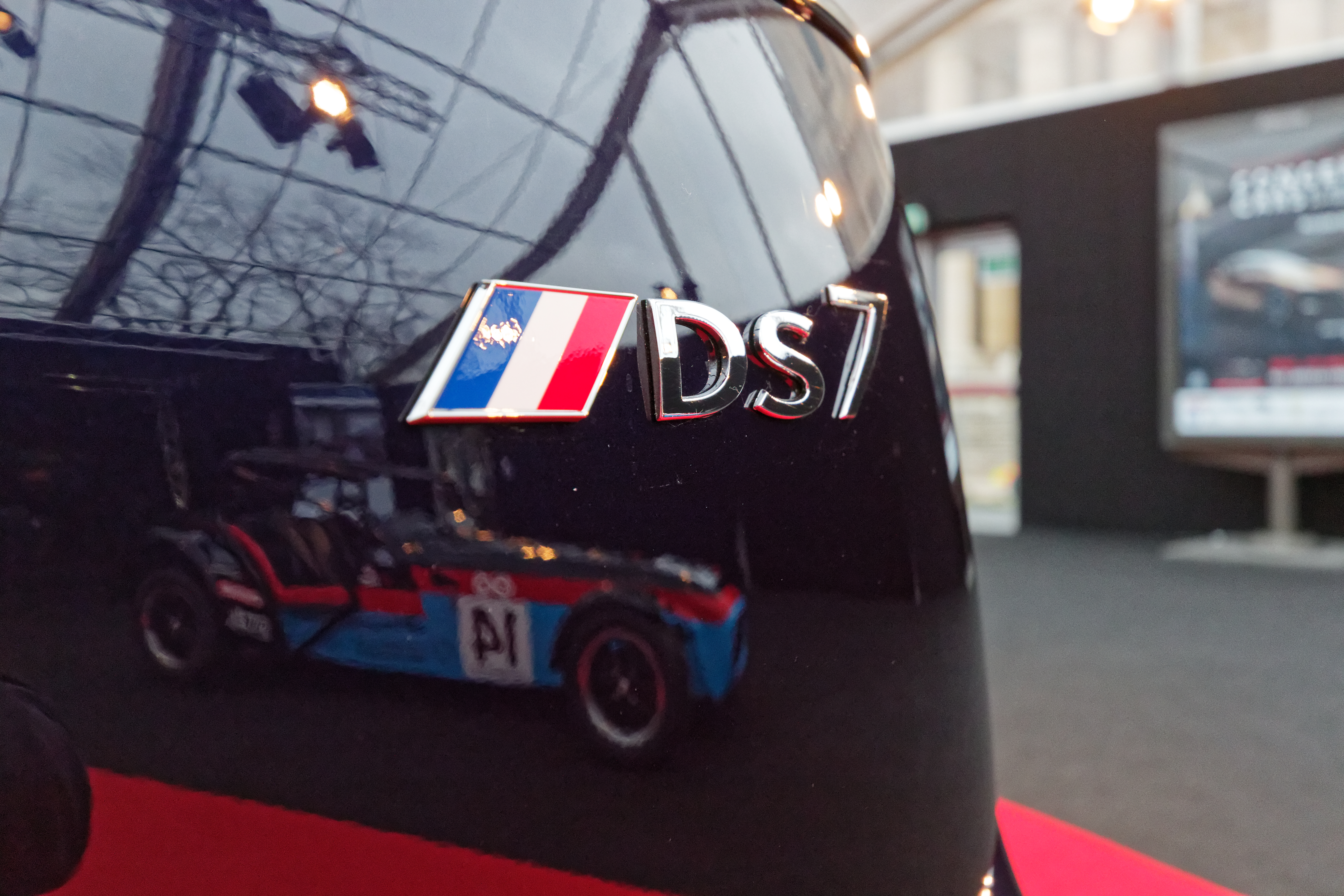

|                  |                  | Bastille | Performance Line | Performance Line + | Rivoli   | Opéra    | La Première (série spéciale) |
| ---------------- | ---------------- | -------- | ---------------- | ------------------ | -------- | -------- | ---------------------------- |
| BlueHDi 130 EAT8 | BlueHDi 130 EAT8 | 44 700 € | 46 300 €         | 48 400 €           | 49 500 € | 54 500 € | -                            |
| E-Tense          | 225              | 53 900 € | 55 100 €         | 57 200 €           | 58 300 € | 63 300 € | -                            |
| E-Tense          | 4X4 300          | 60 200 € | 61 400 €         | 63 500 €           | 64 600 € | 69 600 € | -                            |
| E-Tense          | 4X4 360          | -        | -                | -                  | 69 800 € | 74 800 € | 78 400 €                     |

## Voiture officielle du Président français

### DS 7 Crossback Présidentiel

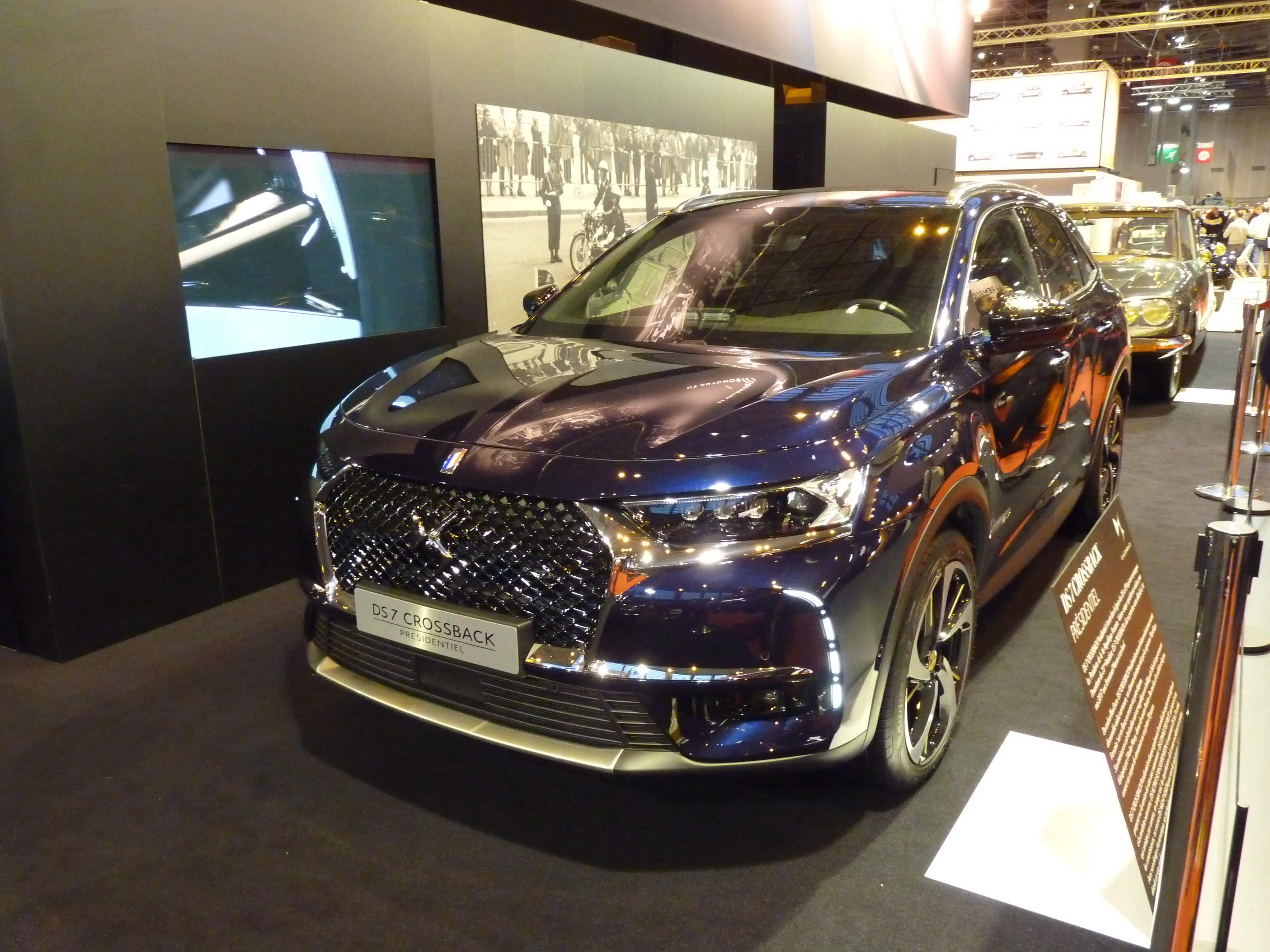
DS 7 Crossback Présidentiel à Rétromobile 2018 (phase 1)

Le 14 mai 2017, à l'occasion de son investiture, le président de la République élu Emmanuel Macron choisit la DS 7 Crossback comme voiture présidentielle. Il s'agit de la première fois qu'un président utilise un modèle SUV dans le cadre de sa cérémonie d'investiture.
Cette version spécifique (prêtée sept mois avant la commercialisation du modèle en France, prévue en janvier 2018) se présente dans une teinte bleu encre, dispose d'un toit découvrable réalisé sur mesure, et multiplie les détails identitaires : des drapeaux français et logos « RF » (pour République Française) apparaissent à divers endroits, l'intérieur propose un cuir noir (Art Leather) dérivé de la finition Opéra, et une « Toile de Laque » (une toile enduite d'une laque luxueuse) a été spécialement conçue et fabriquée par l’atelier Maury. Les jantes de 20 pouces et les rétroviseurs reçoivent des touches d'or. Le modèle ne sert qu'une seule fois pour cette occasion ; il est ensuite exposé dans le showroom DS World Paris.
Le 10 septembre 2017, le DS 7 Crossback Présidentiel participe au concours d'élégance du Chantilly Arts & Elegance Richard Mille accompagné d'un mannequin habillé par Eymeric François.
Les 16 et 17 septembre 2017, à l'occasion des Journées européennes du patrimoine, la DS 7 Crossback Présidentiel est exposée dans la cour d'honneur du palais de l'Élysée.
Le 10 janvier 2018, le DS 7 Crossback Présidentiel accompagne une nouvelle fois le président de la République française lors de sa première visite officielle en Chine.
Du 7 au 11 février 2018, le DS 7 Crossback Présidentiel est exposée au salon Rétromobile sur le stand DS Automobiles avec les autres DS présidentielles historiques.
Le 11 novembre 2021, une nouvelle DS 7 Crossback présidentielle est utilisée. Dénommée Élysée, il s'agit d'une version E-Tense exclusive dans une livrée bleu encre, blindée, à empattement allongé de 20 cm et d'une longueur de 4,79 m.

#### DS 7 Elysée
Le 14 juillet 2022, le président Macron utilise la DS 7 de la présidence, dans sa version restylée nommée DS 7 Elysée, à l'occasion du défilé militaire de la fête nationale.
La voiture présidentielle dispose presque des mêmes caractéristiques que la précédente DS 7 Crossback. Ainsi, la motorisation, le coloris ou encore la présence de blindage caractérisent à la fois le précédent et le nouveau modèle. Toutefois, les jantes de 20 pouces avec des cabochons de roues aux couleurs du drapeau français sont nouvelles.

## Caractéristiques techniques

### Design
Le DS 7 Crossback inaugure le nouveau style DS, annoncé par les concept-cars DS Divine et DS E-Tense, et partiellement visible sur la DS 3 restylée de 2016. Une première photo prise lors du tournage d'un film publicitaire a été publiée le 9 février 2017 et montre la voiture de 3/4 avant. Elle arbore la grande calandre DS « Double Wings » et des feux avant à LED rotatifs, comme sur la Citroën DS à partir de 1967. Sur l'ensemble des versions, le chrome est très visible : on le trouve autour de la calandre et entre les feux de jour à l'avant et les phares à l'arrière.

DS 7 Crossback (phase 1).
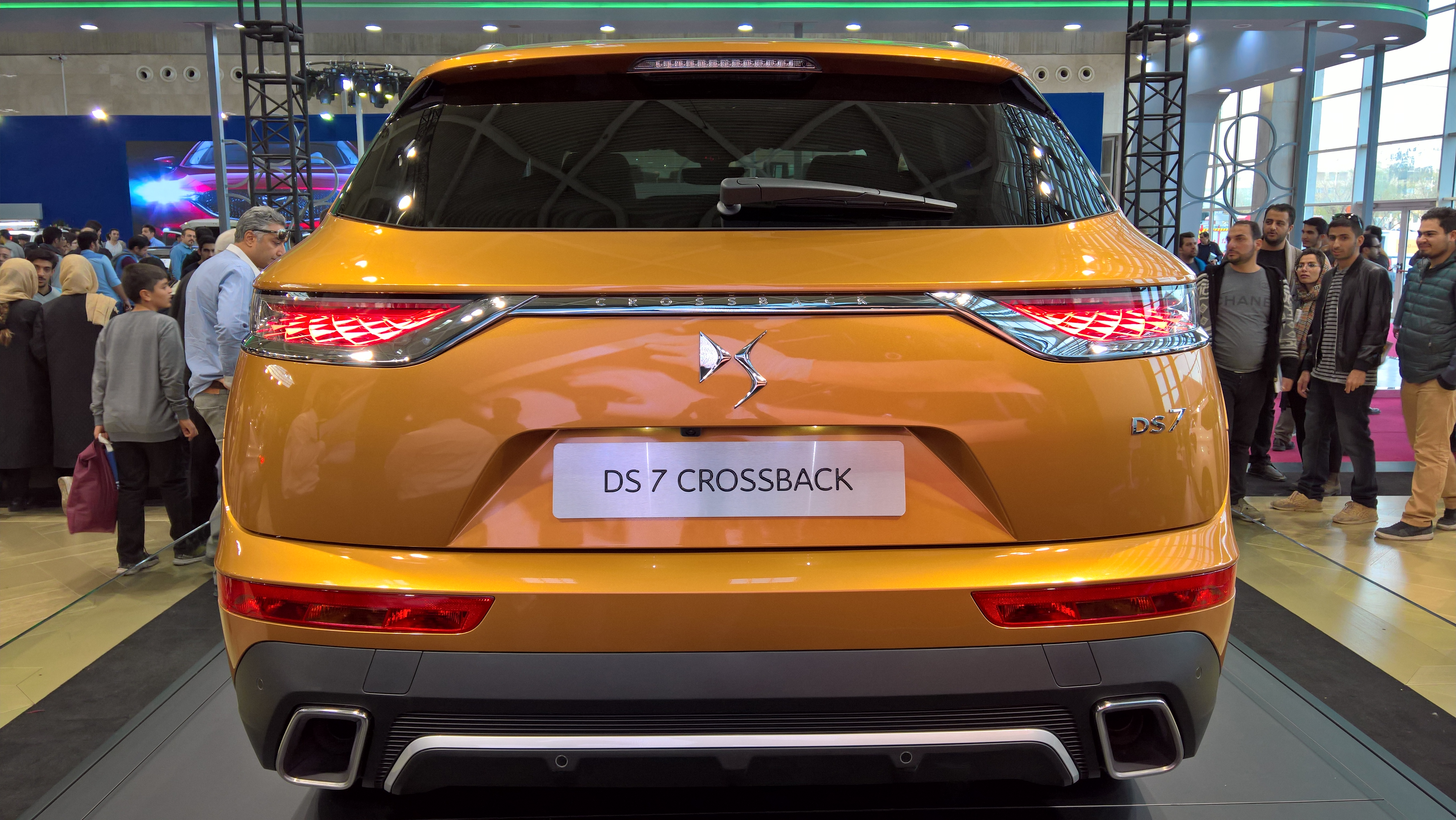
Vue arrière du DS 7 Crossback.
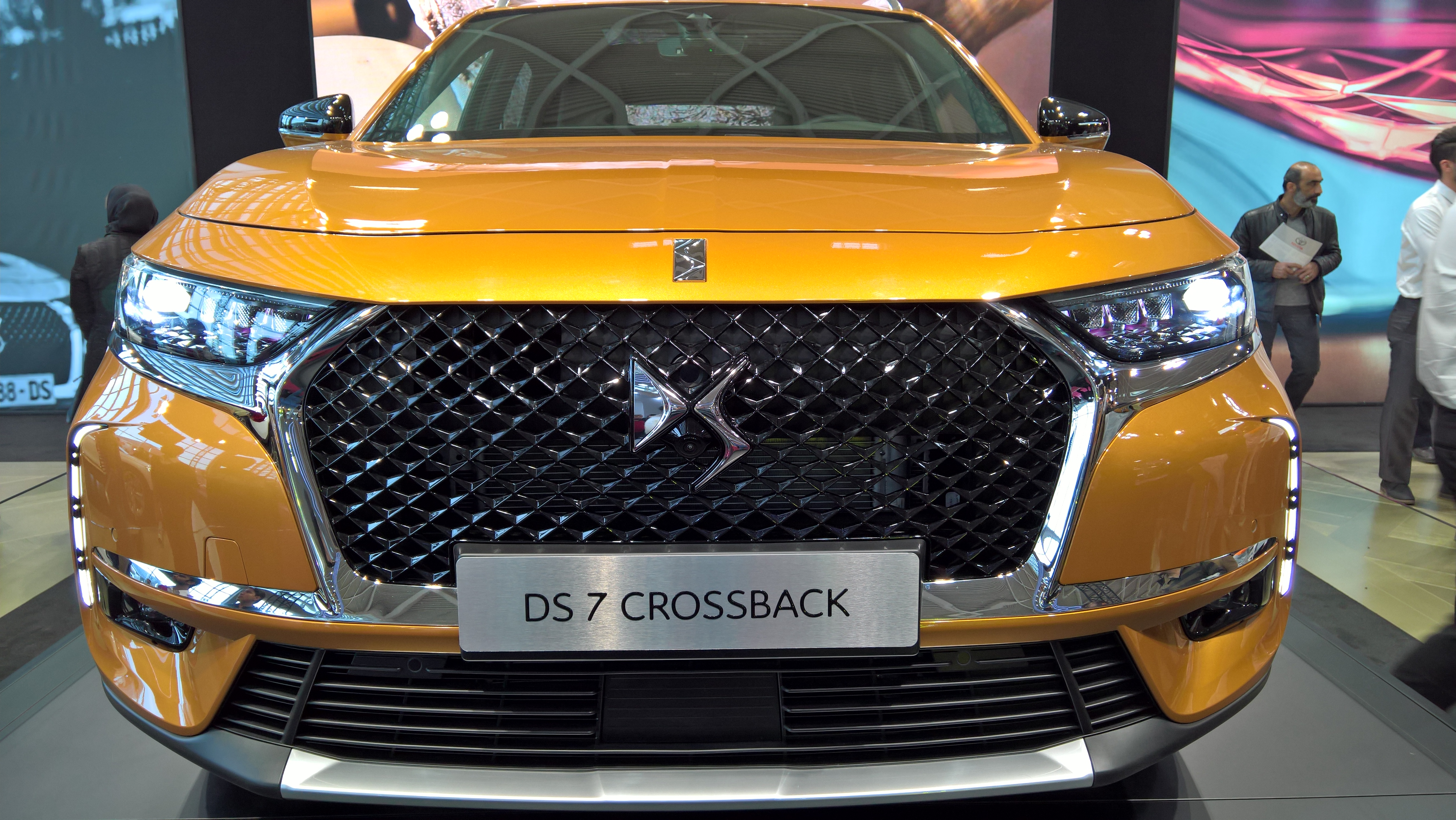
Calandre du DS 7 Crossback.
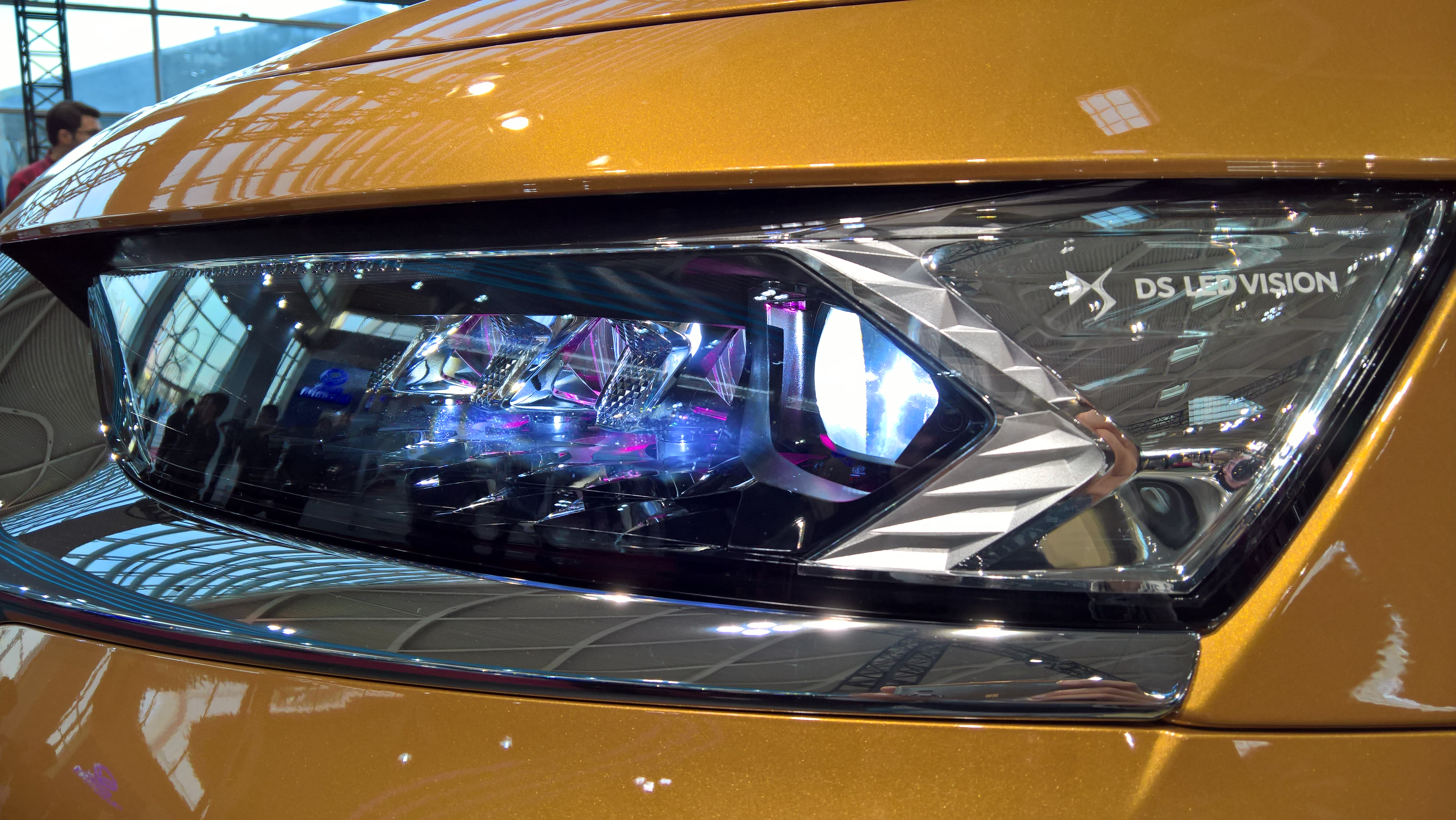
Feux avant du DS7 Crossback. Les LED sont rotatifs.
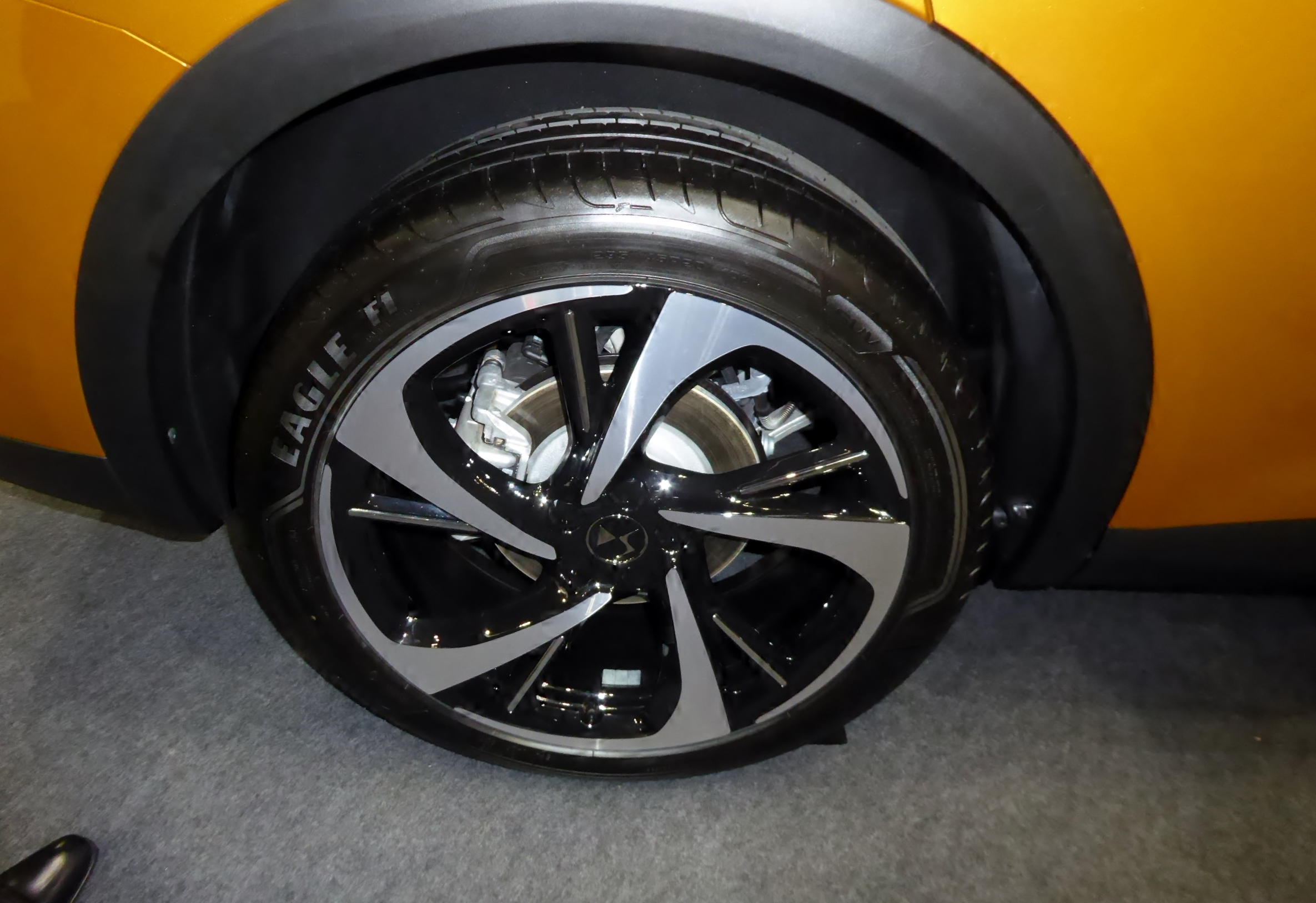
Jante du  DS7 Crossback.

Sur la version Performance Line, à l'arrière, l'entourage des feux est noir mat et le design se fait plus sportif.

### Habitacle

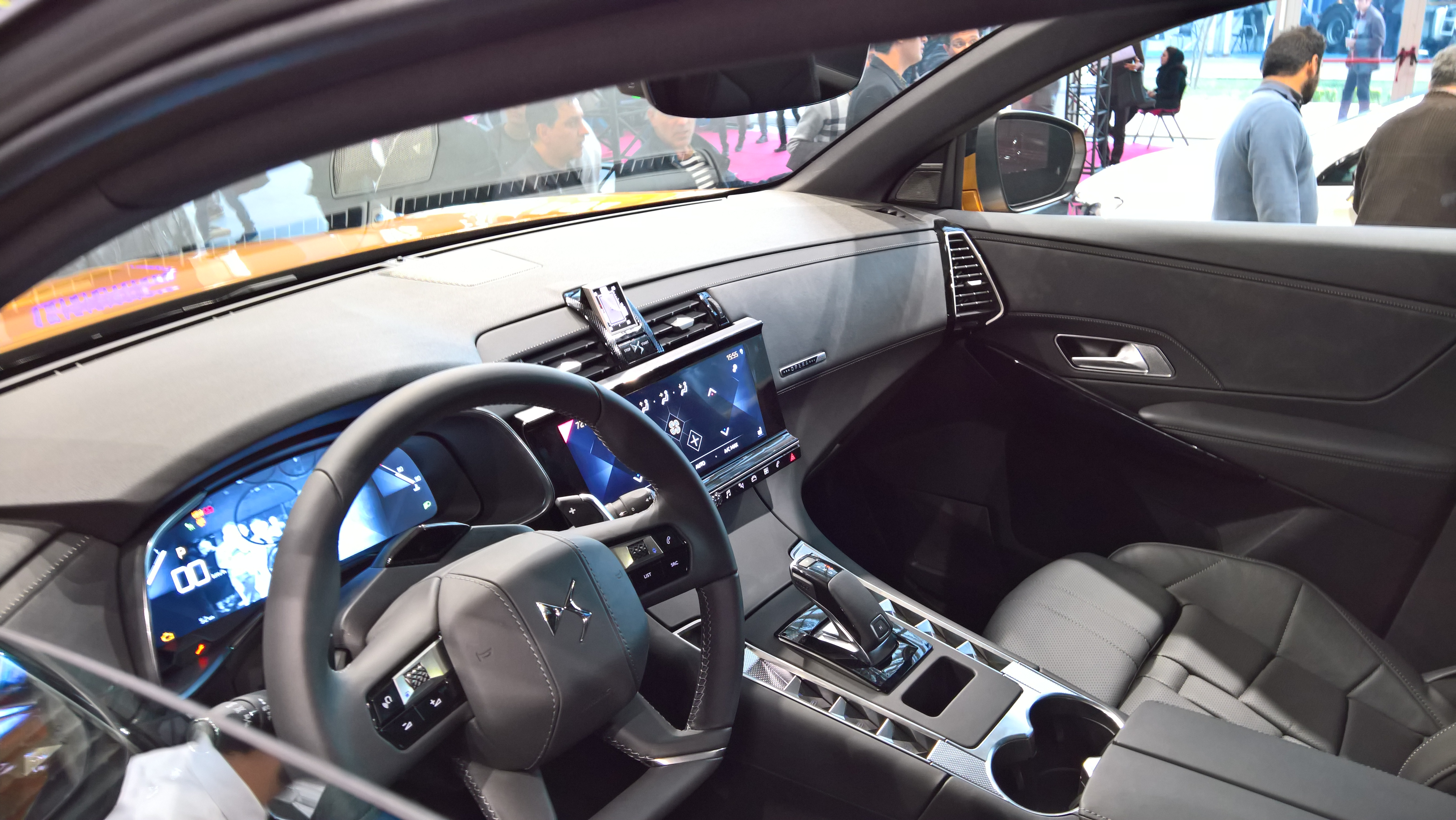
Intérieur du DS 7 Crossback (phase 1)

Le DS 7 Crossback dispose d'un compteur à affichage numérique et les commandes sont centralisées sur un écran tactile, situé sur la console centrale. La finition du modèle est annoncée comme particulièrement travaillée, tout comme la qualité des matériaux (cuir, bois…).
Différentes versions de l'habitacle sont proposées. La plupart portent des noms qui rendent hommage à des lieux emblématiques de Paris : Bastille, Rivoli, Opéra, etc.

### Technologies
Le DS7 Crossback inaugure une nouvelle suspension pilotée associée à une caméra, nommé DS Active Scan Suspension, un système inédit de conduite semi-autonome dans les bouchons, actif jusqu'à 180 km/h et baptisé DS Pilot, ainsi que la technologie hybride essence rechargeable pour le Groupe PSA. Ce modèle a pour but de s'approcher du confort de la DS originale (qui contrairement au DS 7 Crossback, était pourvue d'une suspension hydropneumatique), afin de mieux correspondre à l'ADN de la marque.
Le DS7 Crossback propose également une caméra thermique, pour la première fois sur une voiture française. Baptisée Night-Vision cette caméra permet de prevenir les collisions avec les animaux, les piétons ainsi que les cyclistes  

### Motorisations

#### Diesel et essence

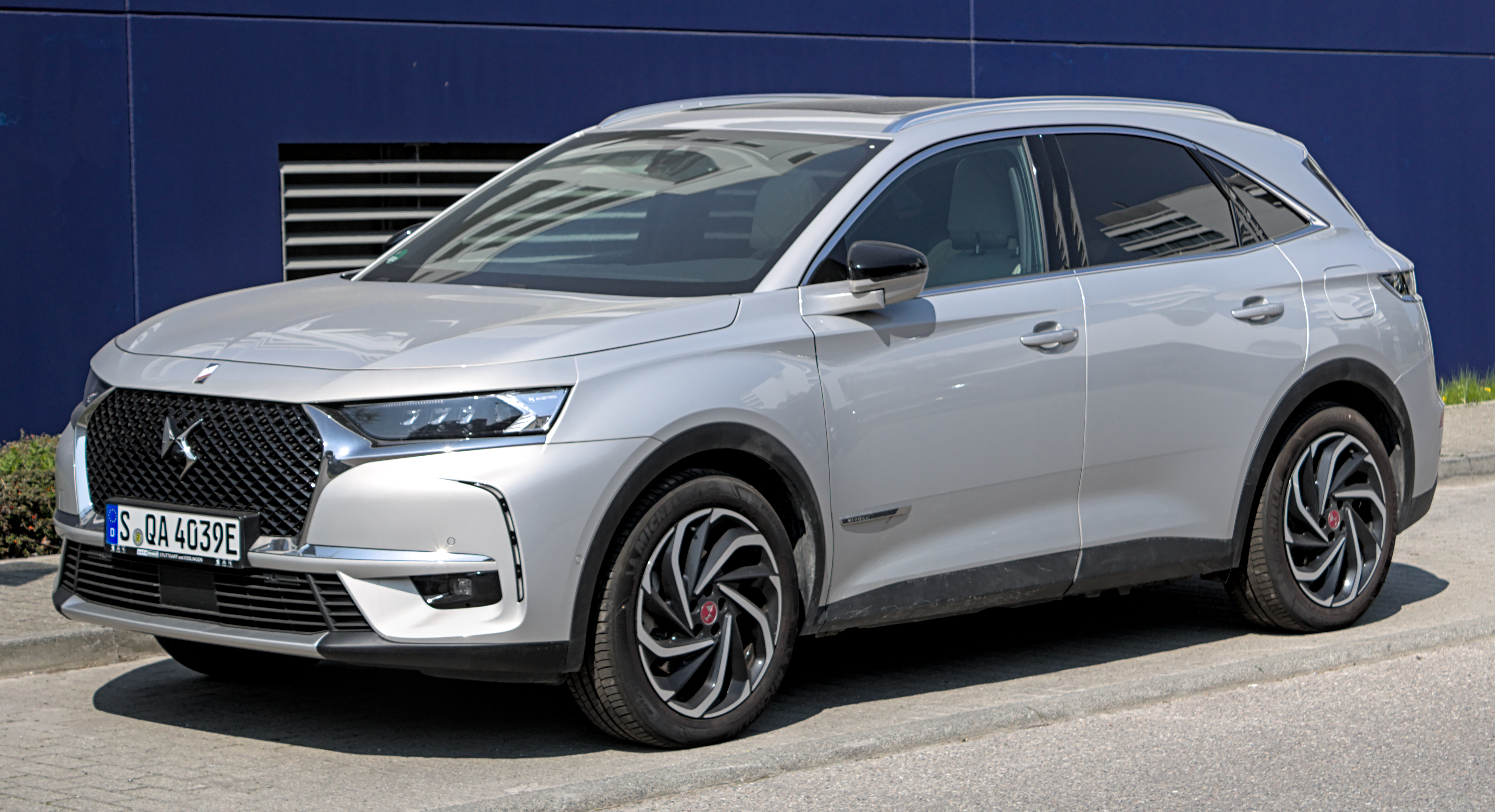
DS 7 Crossback E-Tense (phase 1)

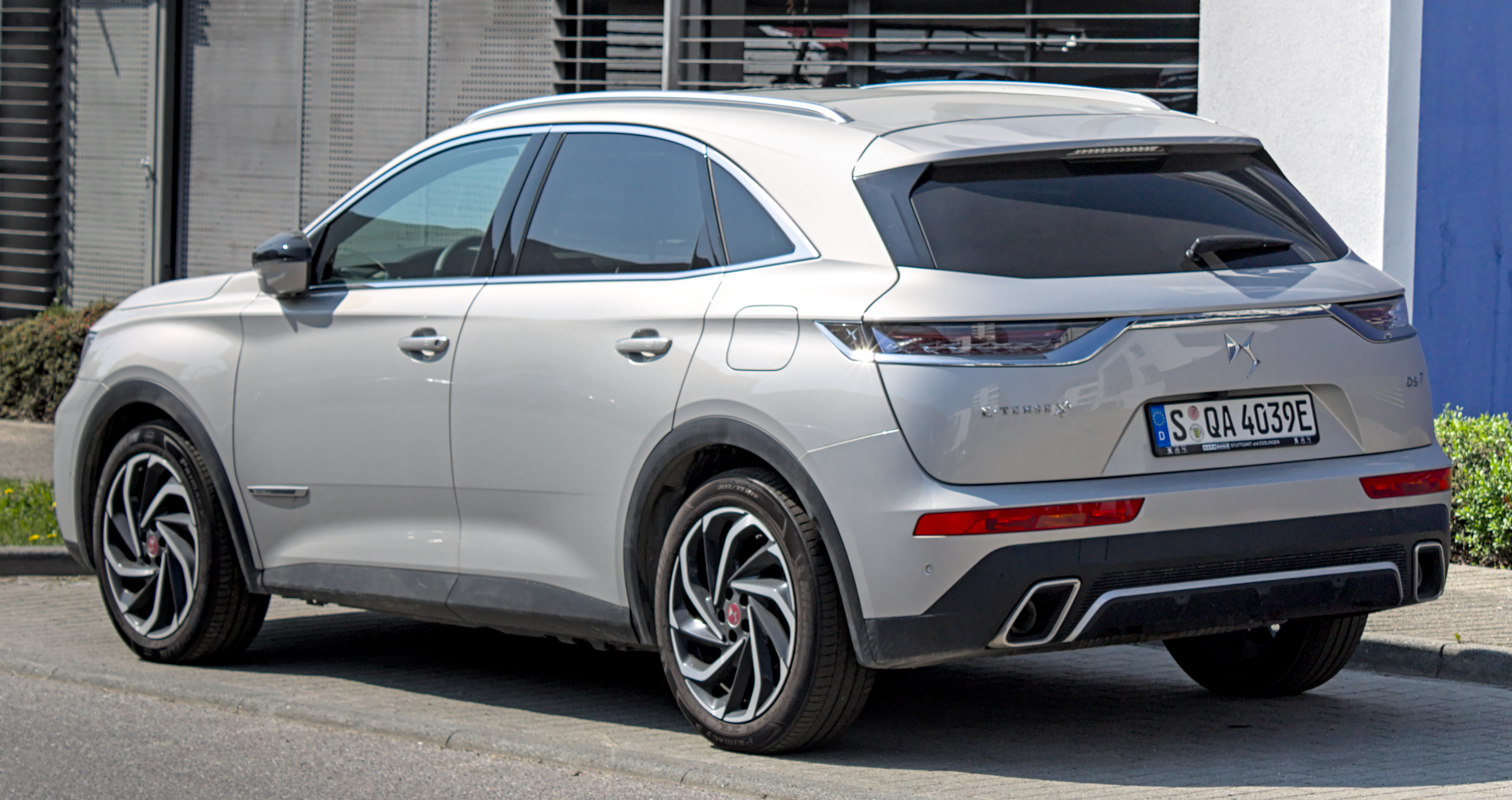
Vue de l'arrière (phase 1)

Le DS 7 Crossback est disponible en essence et en Diesel (tous associés à un système stop & start), avant l'arrivée d'une nouvelle architecture hybride essence rechargeable, attendue pour 2019 dans le Groupe PSA.
La motorisation 1.2 PureTech 130 est en outre proposé à la vente à partir de 2018. Hors d'Europe[Où ?], l'« ancien » 1.6 THP 165 est disponible.
Les moteurs essence bénéficient d'un filtre à particules (GPF pour Gasoline Particulate Filter) comme les BlueHDI afin de répondre à la norme Euro 6c (septembre 2017).

#### Hybride
La version hybride DS 7 Crossback E-Tense est présentée au Mondial Paris Motor Show 2018. L'architecture hybride rechargeable est la même que celle du cousin Peugeot 3008 Hybrid4. Elle est composée d'un bloc essence 1.6 PureTech de 200 ch et de deux moteurs électriques de 80 kW (110 ch), un sur chaque essieu permettant de disposer d'une transmission intégrale, portant la puissance totale combinée à 300 ch et 450 N m de couple. Équipée d'une batterie de 13,2 kWh, elle permet de rouler une cinquantaine de kilomètres en mode électrique à une vitesse maximale de 135 km/h. La recharge complète peut s’effectuer en 8 heures sur une prise standard (230 V, 16 A) ou en moins de 2 heures avec une Wallbox (coffret mural) de 6,6 kW 32 A. Elle est disponible à partir de septembre 2019, uniquement avec la boîte automatique e-EAT8.
| Désignation                | 1.5 BlueHDi               | 2.0 BlueHDi           | 1.6 PureTech          | 1.6 PureTech          | Hybride E-Tense                  | Hybride E-Tense       | Hybride E-Tense       |
| -------------------------- | ------------------------- | --------------------- | --------------------- | --------------------- | -------------------------------- | --------------------- | --------------------- |
| Carburant                  | Diesel                    | Diesel                | Essence               | Essence               | Essence                          | Essence               | Essence               |
| Moteur                     | 4-cylindres (type DV/DLD) | 4-cylindres (type DW) | 4-cylindres (type EP) | 4-cylindres (type EP) | 4-cylindres (type EP)            | 4-cylindres (type EP) | 4-cylindres (type EP) |
| Cylindrée (cm³)            | 1 499                     | 1 997                 | 1 598                 | 1 598                 | 1 598                            | 1 598                 | 1 598                 |
| Puissance maximale (ch)    | 130                       | 177                   | 180                   | 225                   | 300                              | 225                   | 360                   |
| au régime de (tr/min)      | 3 750                     | 3 750                 | 6 000                 | 5 500                 | 6 000                            | 6 000                 | 6 000                 |
| Couple maximale (N m)      | 300                       | 400                   | 250                   | 300                   | 450                              | 300                   | 520                   |
| au régime de (tr/min)      | 1 750                     | 2 000                 | 1 500                 | 1 900                 | 3 000                            | 3 000                 | 3 000                 |
| Boîte de vitesses          | EAT8                      | EAT8                  | EAT8                  | EAT8                  | e-EAT8                           | e-EAT8                | e-EAT8                |
| Vitesse maximale (km/h)    | 195                       | 215                   | 212                   | 227                   | 235 (thermique) 135 (électrique) | 225                   | 235                   |
| 0-100 km/h (s)             | 11,7                      | 9,9                   | 8.6                   | 8,3                   | 5,9                              | 8,9                   | 5,6                   |
| Consommation (en L/100 km) | 4,0                       | 4,9                   | 5.7                   | 5,9                   | 1,5                              | 1,6                   | 1,8                   |
| Émissions de CO2 (en g/km) | 104                       | 128                   | 127                   | 135                   | 34 à 36                          | 35 à 37               | 40                    |

## Finitions

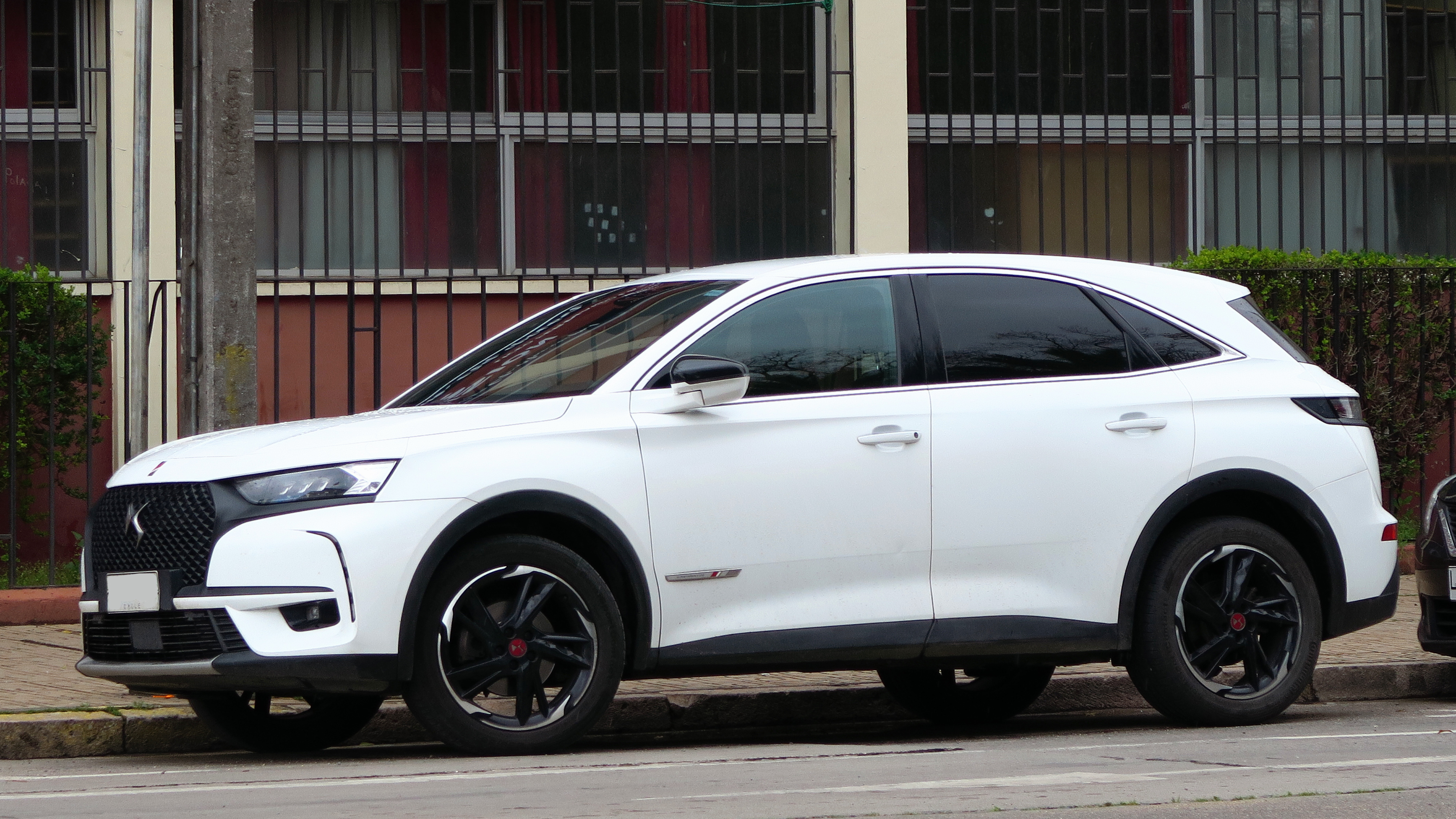
DS 7 Crossback Performance Line (phase 1)

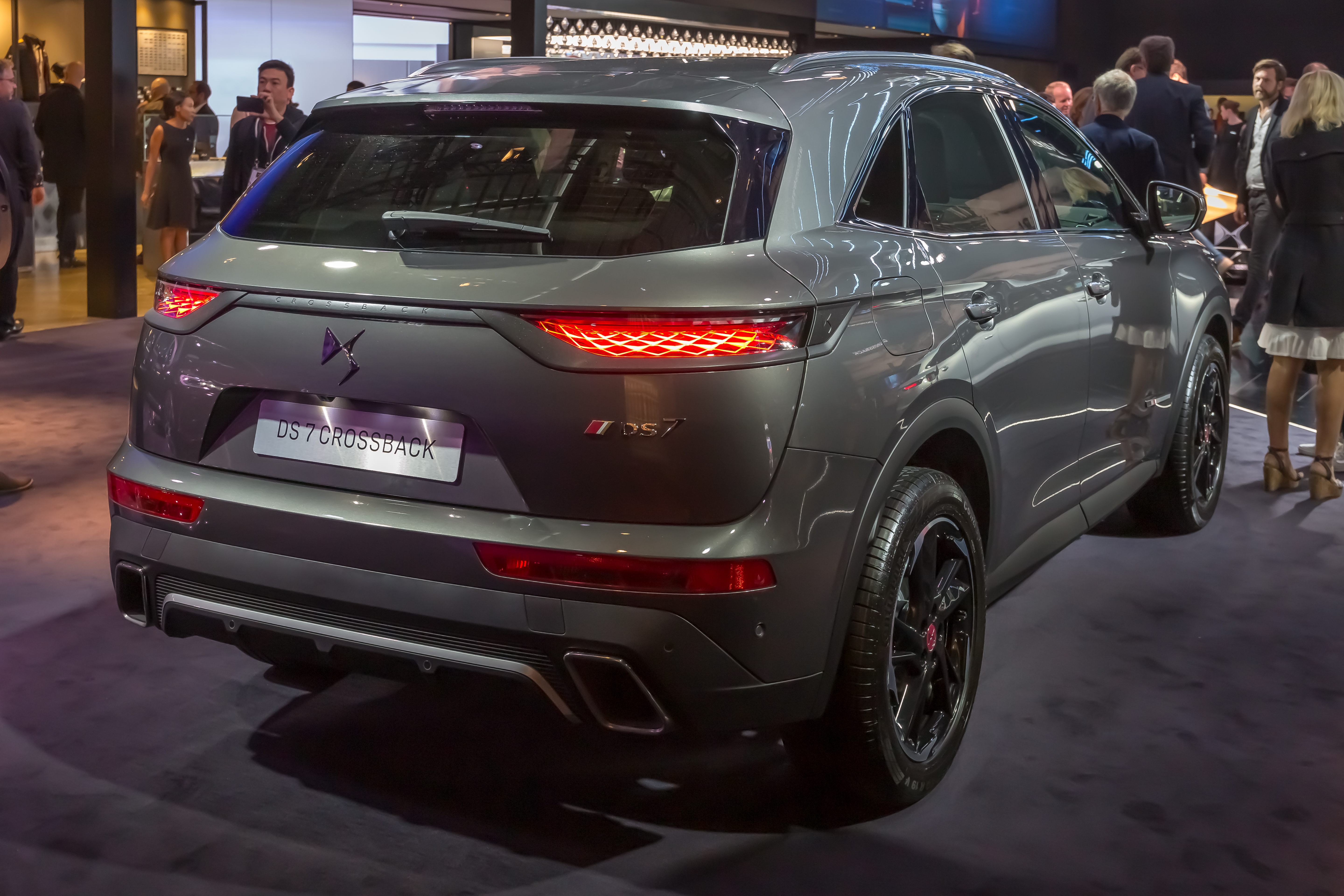
DS7 Crossback Performance Line (phase 1)

Voici la liste des finitions disponibles sur le DS7 Crossback en septembre 2019 :
- Chic/Bastille[31]. Elle fait office de version d'entrée de gamme, mais son équipement est riche.
- Business. Elle est destinée aux professionnels.
- So Chic/Bastille+. Cette finition se révèle encore mieux équipée.
- Ligne Noire, basée sur Bastille+
- Performance Line. De par son apparence et ses performances, cette version est d'inspiration sportive.
- Performance Line +. Equipements supplémentaires
- Grand Chic. Cette finition est luxueuse.
- Louvre. Serie spéciale, basée sur Grand Chic

À partir de 2024
- Pallas
- Étoile

### Ambiances
Cinq ambiances intérieures viennent se combiner avec les cinq finitions :
- Bastille
- Performance Line
- Rivoli
- Opéra

### Séries spéciales
- La Première : édition de lancement basée sur la finition Opéra (réservable en ligne du 7 mars 2017 au 31 décembre 2017 uniquement, avant les livraisons en 2018)[33].
- Le Louvre (2020) : série limitée à 1 500 exemplaires. DS offre aux clients de ce DS7 un an de visite gratuite au musée du Louvre. Le système multimédia du DS7 offre une fonctionnalité de visite virtuelle du musée. À l'extérieur des pyramides et un badge permettant de différencier cette série spéciale[34].
- Ligne Noire (2021) : série spéciale basée sur la finition Bastille+ équipée d'une finition noire brillante sur les joncs de vitres, les feux arrière, les barres de toit et les DS Wings[35].
- Louvre (2021)[36]
- Edit10n Limitée (2022, Italie)[37] : deux versions suréquipées basées sur Grand Chic ou Performance Line +
- Louvre (2022, modèle chinois)
- E-Tense 4x4 360 La Première (2022) : édition de lancement du restylage[38]
- Esprit de voyage (2023)[39]
- Édition France (2024)[40]
- Antoine de Saint Exupéry (2024)[41]

## Tarifs
Au lancement, les prix s'échelonnent de 31 200 euros pour la version Diesel 130 ch Chic à 48 900 euros pour la version essence 225 ch Grand Chic[Quand ?].
Le DS 7 Crossback est exclusivement vendu par les DS Stores et Salons DS dédiés à la marque et non plus dans les espaces dédiés au sein des concessions Citroën comme c'était le cas des précédents modèles DS.

## Récompenses
- Le DS 7 Crossback a reçu un prix lors des Trophées Argus 2018 dans la catégorie « SUV compact »[44].
- Le DS 7 Crossback a reçu le prix du plus bel habitacle 2018 au Festival Automobile International, aux Invalides à Paris[45].
- En 2018, le DS 7 Crossback avait également reçu le Trophée du Véhicule Particulier de l’Année des Trophées L’Automobile & L’Entreprise[46].

## Publicité
Le 4 février 2018, DS Automobiles lance le premier spot publicitaire du DS 7 Crossback avec pour slogan « De l’audace naît l’excellence ». La bande son qui accompagne la publicité est une réinterprétation de La Marseillaise arrangée par le studio Human World Wide Publishing, en référence au DS 7 Crossback Presidentiel.